# Hausflagge

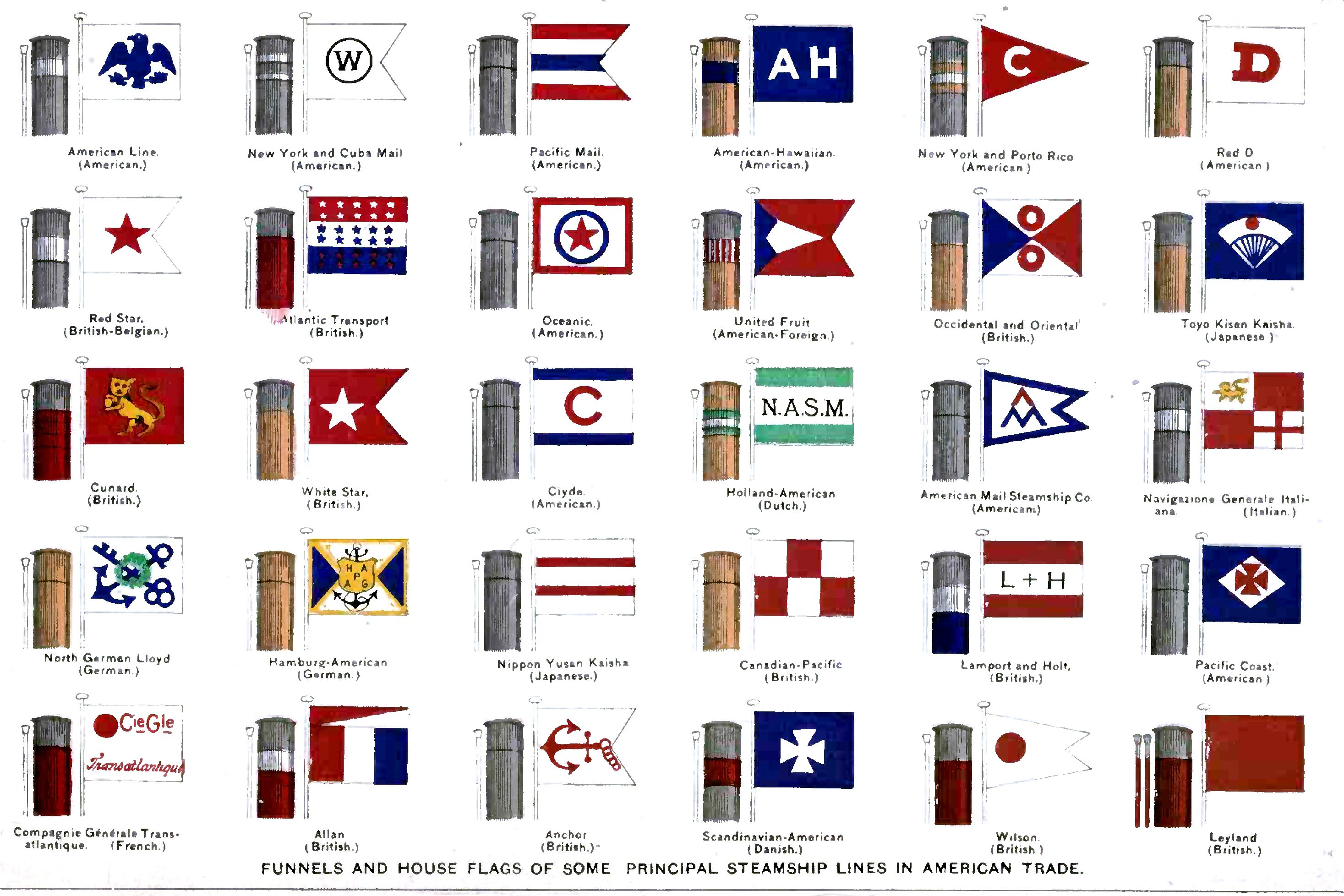
Übersicht verschiedener internationaler Hausflaggen (um 1900)

Unter einer Hausflagge oder Kontorflagge versteht man ursprünglich die eigene Flagge von Reedereien und (vorwiegend) internationalen Handelshäusern. Inzwischen wird der Begriff „Hausflagge“ auch für Flaggen von Unternehmen ohne maritimen Hintergrund verwendet.

## Traditionelle Verwendung
Die Kontorflagge wird an Bord von Schiffen zusätzlich zu den international vorgeschriebenen weiteren Flaggen wie Nationalitäts-, Gastlands- und Signalflaggen mitgeführt und im Hafen oder auf Reede gesetzt. Reedereien haben heute noch ihre Kontorflagge auf ihren Firmensitzen gehisst. Als Kontore bezeichnete man früher die Büros größerer Kaufmannshäuser. 

## Geschichte

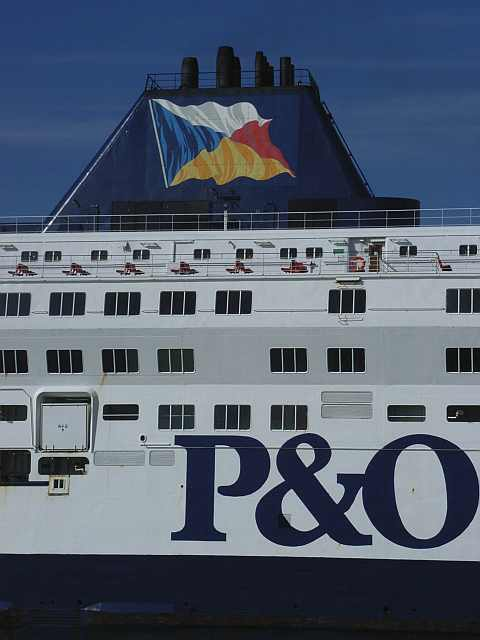
Hausflagge der P&O Ferries als Schornsteinmarke.

Die Verwendung einer eigenen Flagge für unterschiedliche Handelsgesellschaften hat seinen Ursprung in England. Bereits 1581 genehmigte Königin Elizabeth I. der Levant Company eine eigene Flagge, 
to set and place in the tops of the their ships and other vessels the armes of England with the red cross over the same, as heretofore they have used the red crosse.
Andere bekannte frühe Hausflaggen waren die seit 1644 bezeugte Flagge („Guinea Jack“) der Royal African Company und die der Honourable East India Company.
Ungefähr ab 1820 wurde es für Handelsschiffe üblich, neben der jeweiligen Handelsflagge und dem Heimatwimpel, eine eigene Reedereiflagge zu führen.
Die Kontorflagge wurde meistens an der Steuerbordseite der achteren Saling oder der Rah darüber gesetzt oder gelegentlich sogar an einem speziellen Flaggenstock bis in die Mastspitze gehievt. Die Gestaltung mit reedereitypischen farbigen Elementen und Buchstaben war und ist dem Kontor freigestellt und diente sowohl der Erkennung der Schiffe (da die Segler anders als moderne Schiffe dafür keine Schornsteinmarken hatten) als auch der Repräsentation allgemein. 
Viele der ersten Kontorflaggen nahmen direkten Bezug auf die Nationalflagge, oder übernahmen grafische Elemente derselben. So führte z. B. die 1858 gegründete britische Reederei Shaw Savill & Co., die auf den Verkehr mit Neuseeland spezialisiert war, die neuseeländische Flagge von 1834 bis 1840.
Die Flagge der chinesischen China Merchant S.N. Co. wiederum war in Europa so präsent und bekannt, dass in vielen Flaggenverzeichnissen des ausgehenden 19. Jahrhunderts diese Flagge oftmals fälschlich als Handelsflagge des Chinesischen Kaiserreichs geführt wurde.
Ein erstes Verzeichnis speziell über Hausflaggen erschien 1882 mit Lloyd's Book of House Flags.